# Pinus canariensis
Pinus canariensis (сосна канарська) — вид роду сосна (Pinus) родини соснових.

## Загальні відомості

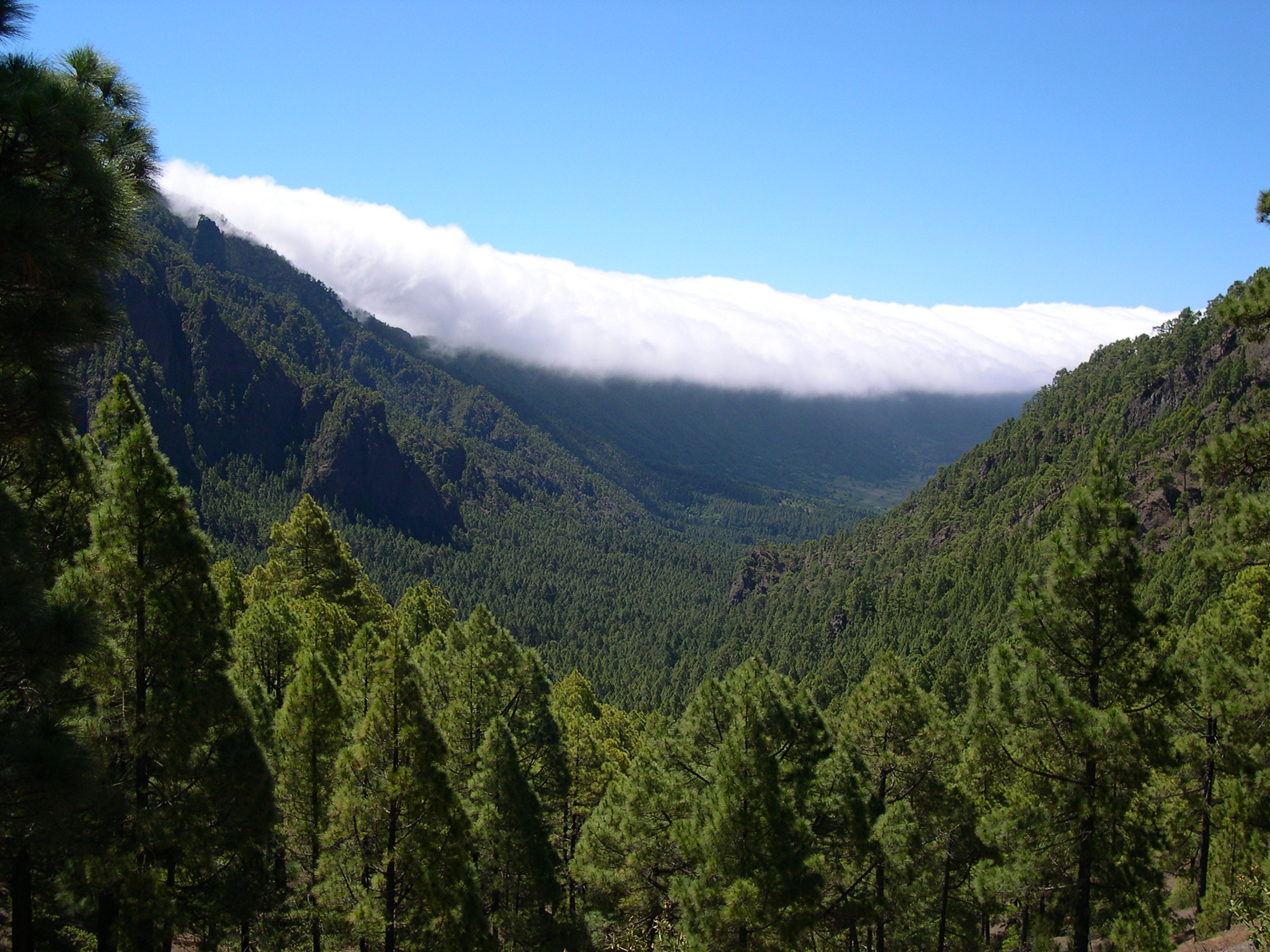
Соснові ліси в кальдері вулкана Табурієнте на острові Ла-Пальма

Цей субтропічний сосновий вид не терпить низьких температур і сильного морозу, та зберігається до температури близько −6 до −10 ° C. У рамках своєї природної зони, він росте у вкрай мінливому режимі, при випаданні опадів від 300 мм до декількох тисяч, в основному через відмінності в тумані захопленому в листі. У теплих умовах, це один з найпосухостійкіших видів сосни, що живуть навіть при менше 200 мм опадів на рік.

## Поширення
Рідний та ендемічний для зовнішніх Канарських островів (Гран-Канарія, Тенерифе, Ієрро і Ла-Пальма) в Атлантичному океані.
Найбільше росте на Канарах та в Іспанії.
По парно[прояснити] в ПАР, Австралії, Папуа Нові Гвінеї та Мексиці.
Поодиноко росте тільки на San Gabriel Mountains.